# Daniel McConnell
Daniel McConnell, nascut el 9 d'agost de 1985 en Bruthen (Austràlia), és un ciclista australià que actualment corre per a l'equip PMX Mondraker X-Sauce Racing Team.
Ha corregut durant la seva carrera esportiva en cross country guanyant diversos campionats nacionals i competint fins i tot en els Jocs Olímpics de Pequín 2008 i en els Jocs Olímpics de Londres 2012.

## Palmarès
No ha aconseguit victòries com a professional.